# 거래처리시스템
거래처리시스템(Transaction Processing System, 줄여서 TPS)은 자재 구입, 상품 판매, 영수증 발행, 급여 지급, 온라인 입·출금, 신용도 관리, 상품의 주문·발송 등 거래와 관련된 데이터가 발생할 때마다 단말기에서 발신된 데이터를 수신·처리하여 그 결과를 즉시 보내 주는 시스템이다.

## 개요
거래처리시스템은 기존에 수작업 또는 기계장치로 수행되던 사무 및 현장업무를 컴퓨터의 이용을 통해 효율적으로 처리해준다. 1950년대 중반 기업의 회계처리를 위해서 컴퓨터를 도입하여 사용한 것이 거래처리 시스템의 시작이다. 그 당시는 이러한 시스템을 EDPS라고 불렀다.

## 구조
1. 일상적인(정형적, 표준화)된 거래처리 : 기본적인 시스템
2. 거래처리담당자를 포함하는 하위경영층에 의해 사용됨.
3. 많은 양의 상세한 데이터 처리 : DB유지(핵심적인 정보시스템)
4. 다른 유형의 정보시스템을 위한 데이터를 제공
5. 의사결정을 지원하지는 않음.
6. 계속적인 사용

## 거래처리시스템의 목표
기업에서 일상적으로 발생하는 거래관련데이터를 처리하는 일은 기업 활동에서 중요한 부분이기 때문에 시스템의 활용으로부터 최대 성과를 얻기 위해서는 거래처리시스템이 성취하여야 하는 목표들을 이해하여야 한다. 이 거래처리시스템의 목표들을 아래에서 살펴보자.
1) 거래 데이터의 처리
거래처리시스템의 가장 기본적인 목표는 거래데이터를 입력·처리·보관 하는 동시에 일상적인 비즈니스 활동과 관련된 다양한 문서를 출력하는 것이다. 거래처리시스템의 처리대상 데이터는 고객 주문사항의 처리, 원부자재의 구매, 상품재고의 관리, 고객 대금고지서 발송, 공급업체에 대한 물품대금 지급 등과 같은 일상적인 거래업무로부터 발생하는 데이터이다.
일단 처리된 거래데이터는 조직 내의 다른 시스템을 통해서도 접근 가능하다.
2) 데이터 무결성(data integrity) 유지
컴퓨터에 보존되는 데이터는 정확성, 완전성, 일관성 그리고 현재성을 유지하는 것이 중요하다. 데이터 보전을 위해서는 적절한 데이터 검증장치가 시스템상에 구현되어야 한다. 가령, 데이터의 입력 시 프로그램이 자동으로 오류를 발견하고 지적해 주는 기능을 제공하는 것도 한 가지 방법일 것이다. 이러한 자동검증장치가 설치되어 있다고 하더라도 데이터 입력에 있어서는 정확하도록 신중을 기해야 할 것이며, 입력 이후에도 적절한 데이터 관리가 이루어져야 할 것이다.
3) 문서/보고서의 적시 생성
컴퓨터 기반의 거래처리 시스템이 재래의 수작업 시스템과 다른 점은 필요로 하는 문서나 보고서를 필요로 할 때에 즉시 생성하는 것이 가능하다는 것이다. 거래업무의 신속한 처리로 관련 문서나 보고서를 적시에 제공할 수 있는 능력은 조직 업무의 흐름을 원만하게 하고, 경영의사 결정을 합리적으로 수행하게 하며 나아가서는 회사의 현금흐름을 개선할 수 있기 때문에 중요하다.
4) 인력비용의 절감
컴퓨터가 기업에 도입되기 전에는 단순 반복적인 거래 데이터의 입력 및 처리 업무를 위해 상당 수의 인력을 고용해야 했다. 그러나 컴퓨터 기술은 이들 대부분의 인력이 수행하는 단순반복적인 성격의 업무를 자동화 함으로써 큰 인력비용의 절감을 가져오게 되었다. 시스템의 도입 시 적지 않은 비용이 발생하지만 시스템의 활용으로부터 가능해지는 인력비용의 절감으로 짧은 기간 내에 투자비용을 회수할 수 있는 것이다.
5) 고객 서비스의 개선
거래처리 시스템을 통해 기대하는 효과는 경제적인 측면이 큰 부분을 차지하지만 고객 서비스의 개선과 같은 비경제적인 측면도 그에 못지 않게 중요하다. 실제로 오늘날 거래처리 시스템을 구축하는 많은 기업들은 단순히 비용절감 목적보다는 고객들의 요구에 부응하기 위해 시스템 도입을 하는 경우가 많다. 가령 EDI 기술과 연계하여 거래처리 시스템을 도입함으로써 고객이 보다 편리하고도 효율적인 방법으로 제품주문을 할 수 있게 하는 기업들이 늘고 있다. 이러한 새 정보기술을 통해 주문 데이터의 입력과 관련한 비용 및 시간부담도 없앨 수 있지만 그보다 더 중요한 것은 차별화 전략을 통한 고객 서비스의 개선이다.

## 같이 보기
- 제4차 산업혁명
- 생산 관리 시스템(MES)

## 참고
1. ↑  《경영정보시스템 원론(제2판), 2005, 29p》. 법영사.
2. 1 2  “빅데이터 시대, ‘분석’보다 ‘저장’·‘활용’에 주목하라”. 전북일보. 2014년 1월 1일. 2018년 4월 12일에 확인함.